# Eudorylas eremitus
Eudorylas eremitus är en tvåvingeart som först beskrevs av Hardy 1954.  Eudorylas eremitus ingår i släktet Eudorylas och familjen ögonflugor. Inga underarter finns listade i Catalogue of Life.